# Pratunam
Pratunam, được viết là Pratu Nam (tiếng Thái: ประตูน้ำ, phát âm [prātūːnáːm]), là một nút giao và phường ở Băng Cốc. Nó nằm tại phó quận Thanon Phaya Thai, quận Ratchathewi. Ranh giới của nút giao còn được xem là nơi đường Phetchaburi đi qua, và là nơi bắt đầu của đường Ratchadamri và Ratchaprarop. Nút giao kết tiếp trên Ratchaprarop là Makkasan.
Thuật ngữ "Pratunam" có nghĩa là "cổng nước", vì ngày xưa có một cổng nước nằm gần Cung điện Sa Pathum, hay thường được biết đến là Pratunam Wang Sa Pathum hoặc Pratunam Sa Pathum (ประตูน้ำวังสระปทุม, ประตูน้ำสระปทุม). Cổng nước này được xây dựng bởi Vua Chulalongkorn (Rama V) vào năm 1905 để dẫn nước từ Khlong Saen Saep (kênh Saen Saep) phân phối cho người dân, cũng như nông nghiệp, và điều chỉnh mực nước cho thuyền bè. Ngoài ra còn có 2 cổng nước khác tại tỉnh Chachoengsao cũng được xây dựng cùng thời điểm.
Hiện nay, Pratunam được biết đến phổ biến như một khu trung tâm mua sắm. Có rất nhiều cửa hàng mua sắm và bách hoá như Platinum Fashion Mall, Chợ Pratunam, CentralWorld, Big C Supercenter (Big C Rajdamri)... Ngoài ra, nó còn là một trong những tuyến giao thông quan trọng ở Băng Cốc. Nó nằm gần hai nút giao quan trong khác như Ratchaprasong và Pathum Wan, và nó còn nó bến tàu Pratunam phục vụ cho Tàu Khlong Saen Saep.